# Нарвский договор
Нарвский союзный договор — союзный договор между Россией и Речью Посполитой о продолжении совместной войны против Швеции в ходе Северной войны 1700—1721 годов. Договор был подписан 19 (30) августа 1704 года под Нарвой русским послом графом Фёдором Головиным и польским послом Томашем Дзялынским. Документ означал официальное вступление в войну Речи Посполитой.
Обе стороны обязались согласовывать военные действия против шведов и не заключать сепаратного мира. Речь Посполитая должна была выставить против шведов 48 тыс. солдат, на содержание которых Россия обязалась выплачивать полякам по 200 тыс. рублей ежегодно вплоть до изгнания шведов с польской территории. Кроме того, Россия выставляла для борьбы со шведами в Речи Посполитой 12-тысячный корпус. Речи Посполитой возвращались все ранее принадлежавшие ей города, отвоёванные русскими у шведов.

## Предыстория договора
События начала Северной войны, а именно: подписание Данией Травендальского мирного договора 1700 года со Швецией и поражение, понесённое русскими войсками под Нарвой в ноябре того же года, — поставили под угрозу прочность и существование Северного союза. Пётр I одновременно с подготовкой к очередной кампании стремился упрочить отношения со своим единственным союзником — саксонским курфюрстом и польским королём Августом II. При встрече Петра I и Августа II в литовском городке Биржах 9 марта 1701 года был подтверждён Преображенский союзный договор 1699 года между Россией и Саксонией. Пётр обязался предоставить Августу как саксонскому курфюрсту вспомогательное войско в 15-20 тыс. человек. Кроме того, Пётр обязался в течение двух лет предоставлять Августу субсидию в размере 100 тыс. рублей в год. Тайной статьёй обе стороны обязались совместно добиваться присоединения к союзу и Речи Посполитой. С этой целью Август получал от Петра добавочную субсидию в 20 тыс. рублей. И если в отношении самого курфюрста и Саксонии Пётр смог удержать Августа II от выхода из войны, то переговоры, которые одновременно вёл в Биржах Федор Головин с литовским подканцлером Станиславом Щукой, были безрезультатны: Речь Посполитая продолжала оставаться нейтральной в Северной войне.
Положение изменилось после вторжения в 1702 году шведских войск в пределы Речи Посполитой. Шведская угроза вызвала раскол среди влиятельных магнатских кругов, с нескрываемой враждой относившихся к завоевательным планам Августа II. Явное крушение широких планов Августа II помирило с ним многих защитников «золотой шляхетской вольности», а политика Карла XII, отклонявшего все мирные предложения Августа II и варварски опустошавшего оккупированные земли Речи Посполитой, заставила искать защиты у единственной противостоящей Швеции силы — России.
Первой на путь переговоров с Россией стала литовская шляхта. После неофициального договора («записи») от 3 апреля 1702 года, которым шляхта ставила себя под протекторат Петра I, 9 июля 1703 года в лагере под Шлиссельбургом был заключён русско-литовский союзный договор. Сам русско-литовский союзный договор, сроком на два года, был подписан Августом II 13 декабря 1703 года в Яворове.
Одновременно велись предварительные переговоры о заключении союза между Россией и всей Речью Посполитой. Посланный для заключения союзного договора чрезвычайный посол хелминский воевода Томаш Дзялынский 1 июля 1704 года прибыл в русский лагерь под Нарвой, где вёл переговоры с Федором Головиным. Заключение договора было ускорено получением известий о собранном шведами в Варшаве сейме 12 июля 1704 года, который объявил Августа II низложенным и избрал польским королём шведского ставленника — познанского воеводу Станислава Лещинского.

## Условия и последствия
Согласно договору, обе стороны обязались совместно действовать против шведов и не заключать сепаратного мира. Россия обязалась склонить восставших против Речи Посполитой казаков Палея к возврату Белой Церкви и других занятых ими украинских городов (ст. 4). С объявлением Московским царством войны Шведскому королевству летом 1700 года Речь Посполитая и Саксонское курфюршество во главе с Августом II Сильным поддержали царя Петра I. Но вступление на территорию Речи Посполитой войск шведского короля Карла XII и восстание казачества на Правобережной Украине во главе с наказным гетманом Самойлом Самусем и полковником Поджигателем привели Москву и Варшаву к заключению очередных мирных договоренностей. В п. 4 отмечалось, что «Палий или добрым, или злым способом к возвращению крепостей и мест, которые в недавним украинском замешательстве взял, придётся, и они к Королевской М[ило]сти и Речи Посполитой без всякой претензии, быстрее быть может, а дольше на кампанию следующего года вернет, под детерминацию амнистии Палию, если добровольно крепости своевольно в тех замешательство овладели, отдаст». Со стороны России 4-й пункт договора было поручено выполнять гетману Левобережной Украины Ивану Мазепе, который вскоре (15 июня 1704 года) получил от гетмана Самуся казачьи клейноды, что символизировало прекращение восстания и переход правобережцев под протекторат русского царя.
После Андрусовского перемирия 1667 года и Вечного мира 1686 года Нарвский договор в очередной раз подтверждал пренебрежение Варшавы и Москвы интересами автономного Украинского казацкого государства, заключавшимися в стремлении её правобережного и левобережного правительств к объединению. Приказ Петра I в 1707 году отдать Правобережье полякам согласно договору 1704 года подтолкнул Мазепу к смене протектора. Шведское королевство в ответ на Нарвский договор подписало т. н. Варшавский договор 1705 года с королём Станиславом Лещинским и его сторонниками в Речи Посполитой (Варшавская конфедерация). Шведско-польский договор имел антироссийское направление, а его положения юридически закрепляли военные успехи армии Карла XII на землях Речи Посполитой, которая по сути становилась вассальным государством. В свою очередь, сторонники Августа II (Сандомирская конфедерация), опираясь на Нарвский договор, также делегировали России часть функций польского государственного аппарата. Учитывая военные действия в ходе Северной войны, положения российско-польского «вечного оборонного союза» 1704 года были выполнены частично, а проблема территориальной принадлежности Правобережной Украины к Речи Посполитой решилась согласно системе международных договоров между Россией, Речь Посполитой и Османской империей в 1710—1714 годах.
Россия должна была предоставить Речи Посполитой 12 тысяч вспомогательных войск, снабжённых артиллерией и снаряжением (ст. 6). Речь Посполитая со своей стороны выставляла 26 200 человек пехоты и 21 800 человек конницы, за что Россия обязалась выплачивать ежегодно до изгнания шведов с польской территории по 200 тыс. руб. (ст. 7). Речь Посполитая обязалась продолжать войну и после вытеснения шведов с польской территории вплоть до заключения мира (ст. 8). Несмотря на значительные обязательства, взятые на себя Россией, договор был ей выгоден, так как удерживал Речь Посполитую в состоянии войны со Швецией и сковывал шведские силы на польской территории.